# Elenio Pico
Elenio Pico  (Buenos Aires, 7 de agosto de 1960) es un dibujante, historietista, curador, ilustrador, artista plástico y docente argentino radicado en Barcelona. Su obra está principalmente relacionada con la espontaneidad al momento de crear y con el arte infantil.

## Trayectoria como dibujante

### Etapa argentina
Estudió en la Escuela de Bellas Artes Manuel Belgrano y en la Escuela Nacional de Bellas Artes Prilidiano Pueyrredón.
A partir de 1990 comenzó a colaborar con la revista Sección Áurea dirigida por Hermenegildo Sabat. Publicó en los periódicos Clarín, La Nación y Perfil, también formó parte del grupo editor de la revista El Lápiz Japonés.  
Entre 1993 y 1999 ocupó el cargo de curador en el «Espacio Historieta» del Centro Cultural Recoleta, donde organizó 70 muestras de artes gráficas y editó una revista con el mismo nombre. Como gestor cultural, fundó en 1998 el Foro de Ilustradores, una red que reúne a cerca de 225 ilustradores de Argentina dedicados al público infantil.
Pico fomentó el intercambio entre artistas argentinos y brasileños. En 1998 integró el jurado del Salón Internacional de Diseño de Porto Alegre, y promovió que artistas brasileños sean publicados en la revista argentina El Lápiz Japonés, como así también que el municipio de Porto Alegre auspicie la revista bilingüe (portugués-español) Olho Mágico.
Parte de su obra fue publicada por Edições Tonto -dentro de la "Colección Mini Tonto"-, y participó la "Exposição da editora Tonto" en la Galería Obra Aberta de Porto Alegre entre agosto y septiembre de 2002, junto a sus colegas Sergio Langer, Diego Bianki y Fabio Zimbres.

### Etapa española
Emigró a Barcelona en el año 2000 donde continuó su trabajo artístico y docente, siempre manteniendo un contacto estrecho con Argentina y Latinoamérica. En 2002 participó de una muestra colectiva en la "Galería BOGA Arte de bolsillo", Barcelona; donde se exponen piezas en pequeño formato y mini-collages. También en 2002 fue entrevistado para la Videoteca Institucional de la Dirección Nacional de Acción Federal e Industrias Culturales, junto a Sergio Langer, Rep, Ferro, Caloi, y Sendra. Colaboró con la revista (fanzine) de historietas "Carboncito", creada por el dibujante peruano Amadeo Gonzales. Fue creador y editor de "Colorín buc" (una publicación de tamaño muy pequeño, cercano al formato A6), y participó en forma ocasional de otras publicaciones independientes como, "¡Suéltame!", "Ojo Mágico", "El tripero" y "la Association" (Francia). 

#### Agrupación POCS - Intervención en espacios urbanos
En 2003 fundó —junto a Francisco Cabanzo, Estela Rodríguez y Daniel Toso— la agrupación POCS (Project for Open
and Close Space Sculpture Association). Se trata de un grupo independiente de artistas, investigadores y universitarios que se dedican a desarrollar proyectos de arte en el espacio público.
Ese mismo año publicó "Tump Tump", (Editorial Pequeño Editor, Colección Fuelle) que recibiría en 2016 el premio "Los Duraznos a la Mejor Colección – Alija IBBY Argentina. Este libro formó parte del Plan Nacional de Lectura en argentina.

#### Actividades a partir de 2004
Participó junto a Luciana Leveratto, como curador en el concurso de diseño "¡Dios es argentino!". Realizado por el "Istituto Europeo di Design", con el apoyo del artista gráfico mejicano Eric Olivares y del Consulado Argentino en Cataluña. En 2006 trabajó en coordinación con Roberto Pazos en la creación de un suplemento para la revista franco-belga SPIROU, dedicado a historietistas de Argentina.  En 2008 ilustró "Radiografía de una bruja", de la escritora Beatriz Ferro, libro que obtuvo el premio "Destacados ALIJA 2008" y que fue seleccionado en 2009 por la Comisión Nacional de Bibliotecas Populares. 
En octubre de ese año presentó su muestra individual en Ámsterdam,  "Canvas International Art en Fokkerlaan". En esta exposición mostró las ilustraciones originales de su libro "Spookjes" (2007) y otros trabajos.  En 2009 realizó ilustraciones para el proyecto "Aulas Hospitalarias" para la web del Hospital de Niños San Juan de Dios, allí desarrolló su proyecto 'Tok Tok' para los niños internados en ese Hospital, proyecto que recibe el Premio Multimedia Junceda. En 2010 ilustró junto a otros artistas el libro de Diego Bianki "Con la cabeza en las nubes"; una combinación de fotografías e ilustraciones con el objetivo de descubrir formas en las nubes; ganador de los premios "White Ravens" y "Alija-IBBY" en 2011 y "Korea Educational Brand Award".
De agosto a septiembre de 2010, expuso "De músicos solitarios y aves migratorias" en la Galería Mar Dulce (Buenos Aires). En abril de 2012, dicta la conferencia "Pasado y presente de una América ilustrada" en la Casa Amèrica Catalunya, Barcelona. También en 2012 publicó su libro "Pequeñas historias de grandes pintores", donde desarrolló mediante breves relatos e ilustraciones, aspectos de la vida y la obra de 24 pintores consagrados por la historia del arte, como así también de sus antecesores de la antigüedad, los pintores rupestres.  Existe un trabajo de la Facultad de Bellas Artes de la Universidad Nacional de La Plata, realizado por Pilar Marchiano y María Florencia Basso en 2019, que toma para su análisis este libro de Pico, este trabajo evalúa el libro como didácticamente negativo.
Es creador del proyecto de intervención urbana "Barquitos", un trabajo experimental en espacios públicos, que consiste en pequeños barcos de madera liviana construidos por el artista y asistido por ayudantes voluntarios. Las velas fueron pintadas por más de 100 artistas de todo el mundo y los barcos fueron llevados a "navegar" por diversas fuentes de la ciudad de Barcelona y a ciudades de otros países.

#### Ilustración de una obra de Julio Cortázar
Se contactó en 2012 con Aurora Bernárdez, primera mujer de Julio Cortázar (y heredera de los derechos de su obra) y recibió su aprobación para ilustrar Historias de cronopios y de famas. Esta edición ilustrada del libro fue publicada en 2014 por la editorial Alfaguara, año que se cumplió el centenario del nacimiento del escritor argentino.

#### Actividades a partir de 2013
En agosto de 2013 presentó su muestra individual "di"B"ujos" en el Moebius Liceo, Buenos Aires). En septiembre, realizó la charla "Poéticas de la ilustración" con el profesor y artista visual Daniel Acosta, en la Universidad Nacional de las Artes.
En mayo de 2014, expuso en la muestra colectiva "Sudestada de historietistas argentinos", en el marco de la "Trigésima segunda edición de viñetas de España". 
Entre los años 2013 y 2015 participa en diversas actividades académicas brindando charlas y exponiendo en coloquios en Buenos Aires, Bogotá y Barcelona. 
En 2016 realizó una exposición junto a Hernán Sansone, en Bogotá, (Colombia), donde se presentaron alrededor de 2000 dibujos con la finalidad de repartirlos entre los concurrentes.
En 2018  presentó la muestra HAIKU, en San Feliú de Llobregat, una colección de textos y dibujos originales para treinta haikus escritos por Sergio Kern a partir de ilustraciones de Pico. Utilizando una "modalidad inversa" que se basa en crear poemas a partir de dibujos. Ese mismo año, ilustró "Los 154 haikus de Shakespeare", del escritor Andrés Ehrenhaus; se trata de una reescritura simplificada al formato japonés de los 154 sonetos que compuso el escritor inglés a lo largo de su vida; y de una ilustración por parte de Pico para cada uno de ellos.
También en 2018, ilustró el volumen colectivo "Humor negro", una colección de cuentos de Carlos Zanón, Mercedes Abad, Leo Maslíah, Juan Francisco Ferré, Sara Mesa, Manuel Manzano, Andrés Ehrenhaus, Matías Néspolo, Rubén Martín Giráldez y Valeria Correa Fiz. En agosto de 2019, realiza una charla abierta para la cátedra Ilustración de la FADU, Universidad de Buenos Aires. En ese mismo año, el escritor Daniel Roldán publicó su libro "Palabra de ilustrador", en el que dedica un capítulo a este dibujante.
En septiembre de 2020, y en ocasión del 121 aniversario del nacimiento de Jorge Luis Borges, participó de Lectores de Borges: dibujantes, una exposición colectiva en homenaje a este autor, en la que cada artista presentó una obra basada en alguna escena, personaje o elemento de la producción del escritor. Creó una pieza a la que llamó Los tigres transparentes de Tlön  basada en el cuento que Borges escribiera en 1941 Tlön, Uqbar, Orbis Tertius. En julio de 2022, expone junto a otros artistas, en la muestra colectiva "Viento, Teatrito y Humo" organizada en la Galería Mar Dulce por "El Teatrito Rioplatense de Entidades".  En 2023, el historiador y archivista José María Gutiérrez escribe un artículo sobre este dibujante en la revista de la Biblioteca Nacional Mariano Moreno.

## Actividad docente
En paralelo a su quehacer artístico, Pico se ha desempeñado como docente en su taller particular y en instituciones como la Escuela Massana y el Istituto Europeo di Design.

## Premios individuales
Recibió en cuatro ocasiones el Premio Junceda de la Asociación Profesional de Ilustradores de Cataluña en los años 2008, 2009, 2011 y 2012, en las categorías de Edición Web y Libros Educativos.